# このまま君だけを奪い去りたい/翼を広げて
「このまま君だけを奪い去りたい / 翼を広げて」（このままきみだけをうばいさりたい/つばさをひろげて）はDEENの31stシングル。

## 概要
- DEENがデビューした1993年から干支が一周した2005年にリリースした、全曲新録音、リアレンジのセルフカバーベストアルバム『DEEN The Best キセキ』の先行シングルとしてリリースされた。
- このシングルで約2年ぶりのTop10入りを果たした。
- デビューシングル「このまま君だけを奪い去りたい」と2ndシングル「翼を広げて」の2曲のリアレンジ（セルフカバー）であるため、シングルとしてはデビューシングルから33rdシングルまでが対象となる『DEEN PERFECT SINGLES +』には収録されなかったが、シングルとしてはデビューシングルから38thシングルまでが対象となる『DEENAGE MEMORY -20周年記念ベストアルバム-』と、シングルとしてはデビューシングルから45thシングルまでが対象となる『DEEN The Best FOREVER 〜Complete Singles +〜』には <キセキVersion>[1] として収録されている。

## 収録曲
1. このまま君だけを奪い去りたい <キセキVersion>[1]
作詞:上杉昇、作曲：織田哲郎、編曲：岩田雅之
デビューシングルのリアレンジ（セルフカバー）。
2. 翼を広げて <キセキVersion>[1]
作詞：坂井泉水、作曲：織田哲郎、編曲：島健
2ndシングルのリアレンジ（セルフカバー）。
3. Blue eyes <Live Take>
作詞：池森秀一、作曲：山根公路、編曲：DEEN
4. このまま君だけを奪い去りたい (off vocal version)
5. 翼を広げて (off vocal version)

## 収録アルバム
- 『DEEN The Best キセキ』(#1,#2)
- 『DEEN The Best FOREVER 〜Complete Singles +〜』(#1,#2 本シングルの<キセキVersion>[1] 2曲と、そのオリジナルとなるデビューシングル・2ndシングルの両バージョンが収録)

## 参加ミュージシャン
- DEEN
  - 池森秀一：ヴォーカル
  - 山根公路：キーボード
  - 田川伸治：ギター
- サポートメンバー
  - HIDE(from can/goo)：ドラム（#1）
  - 渡嘉敷祐一：ドラム（#2）
  - 三沢またろう：パーカッション（#2）　他...
- 鎌田俊哉：プロデューサー（#1）
- 島健：サウンドプロデューサー（#2）